# 雷蕾
雷蕾（1952年10月—），满族，中华人民共和国作曲家，北京电视艺术中心一级作曲家。

## 生平
雷蕾出生于北京，毕业于吉林省实验中学，曾入吉林体校专攻花样滑冰。1977年中国恢复高考，雷蕾考入沈阳音乐学院本科学习作曲，毕业后被分配长春电影制片厂，

## 政治生涯
雷蕾是中国民主同盟盟员，中国民主同盟中央委员会常务委员，第十一届全国政协委员。
2008年，当选第十一届全国政协常务委员，代表中国民主同盟，分入第五组。
2016年12月，当选中国文学艺术界联合会第十届全委会委员。

## 家庭
雷蕾是作曲家雷振邦之女。她的丈夫是作词家易茗。

## 作品
- 1984年电视剧《四世同堂》主题曲《重整河山待后生》
- 电视剧《渴望》主题曲
- 《少年壮志不言愁》，电视剧《便衣警察》主题曲
- 电视剧《编辑部的故事》主题曲
- 上错花轿嫁对郎
- 家有儿女
- 2009年歌剧《西施（英语：Xi Shi (opera)）》（邹静之编剧）
- 2014年歌剧《冰山上的来客（英语：Visitors on the Icy Mountain (opera)）》（易茗编剧）